# Райнхард I фон Лайнинген-Вестербург
Райнхард I фон Лайнинген-Вестербург (на немски: Reinhard I von Leiningen-Westerburg; * 28 август 1453; † февруари 1522) е като Райнхард IV господар на господството Вестербург и като Райнхард I от 1475 г. граф на Лайнинген-Вестербург.

## Биография
Той е най-възрастният син на граф Куно I фон Вестербург (1425 – 1459) и съпругата му графиня Мехтилд фон Вирнебург (ок. 1430 – 1483), дъщеря на граф Филип I фон Вирнебург († 1443) и Катарина фон Зафенберг († 1470). Внук е на Райнхард III фон Вестербург († 1449) и втората му съпруга Маргарета фон Лайнинген († 1470), дъщеря на граф Фридрих VII фон Лайнинген († 1437).
Баба му графиня Маргарета умира през 1470 г. и Райнхард IV получава цялото ѝ наследство Вестербург и Лайнинген. С разрешение на императора от 1475 г. той се нарича граф Райнхард I цу Лайнинген-Вестербург и мести резиденцията си в гГафство Лайнинген.
Райнхард I умира през февруари 1522 г. и е погребан в Хьонинген.

## Фамилия
Първи брак: на 5 февруари 1476 г. с Анна фон Епенщайн-Кьонигщайн († 9 април 1483), дъщеря на Еберхард III фон Епенщайн-Кьонигщайн († 1466) и Анна фон Насау-Висбаден-Идщайн († 1465), дъщеря на граф Адолф II фон Насау-Висбаден-Идщайн. Те имат децата:
- Райнхард (1479 – 1540), каноник в Кьолн, Майнц и Трир
- Ева (1481 – 1543)
- Филип (1483 – 1523), граф

Втори брак: на 12 август 1485 г. с графиня Зимерия фон Сайн (* 13 май 1469; † 2 юни 1499), дъщеря на граф Герхард II фон Сайн (1417 – 1493) и Елизабет фон Зирк (1435 – 1489). Те имат децата:
- Куно II (III) (1487 – 1547), граф, женен на 14 юли 1523 г. за Мария фон Щолберг-Вернигероде (1507 – 1571)
- Катарина (1489 – 1546)
- Маргарета (* 13 май 1491), абатиса на Мариенберг 1538 г.
- Йохан (* 1498), каноник в Кьолн, Майнц, Трир и Вецлар
- Анна († сл. 1538), монахиня в Мариенберг